# Contea di Zaoqiang
La contea di Zaoqiang (枣强县S, Zǎoqiáng XiànP) è una contea della Cina, situata nella provincia di Hebei e amministrata dalla prefettura di Hengshui.